# Paragobiodon xanthosoma
Paragobiodon xanthosoma és una espècie de peix de la família dels gòbids i de l'ordre dels perciformes.

## Morfologia
- Els mascles poden assolir 4 cm de longitud total.[4][5]

## Reproducció
És monògam.

## Hàbitat
És un peix marí, de clima tropical i associat als esculls de corall.

## Distribució geogràfica
Es troba a Austràlia, Chagos, Fiji, Indonèsia, el Japó (incloent-hi les Illes Ryukyu), Kenya, l'Illa de Lord Howe, les Illes Marshall, Nova Caledònia, Papua Nova Guinea, les Filipines, Samoa, les Seychelles i Taiwan.

## Observacions
És inofensiu per als humans.